# Ice Road Truckers
Ice Road Truckers is een Canadees-Amerikaanse documentaireserie, die sinds 17 juni 2007 wordt uitgezonden op History. In het programma worden vrachtwagenchauffeurs gevolgd die zich met hun vrachtwagens op winterwegen moeten wagen. De serie telt inmiddels 7 seizoenen.

## Geschiedenis
In 2000 maakte History een 46-minuten durende special getiteld "Ice Road Truckers" als onderdeel van de reeks Suicide Missions (later hernoemd naar Dangerous Missions). De special gebruikte onder andere het boek Denison's Ice Road van Edith Iglauer als basis. De special werd in de jaren erna nog een paar keer herhaald als onderdeel van het programma Modern Marvels.
Vanwege de goede kijkcijfers van de special besloot History in 2006 een volledige serie te gaan maken over Ice Road Truckers. Hiervoor werd Thom Beers, eigenaar van Original Productions en uitvoerend producent van Deadliest Catch, benaderd. Het eerste seizoen ging in première op 17 juni 2007 en volgde de levens van 6 ice road truckers die onder andere diamantmijnen en andere afgelegen locaties bevoorraden gedurende de winter. Het seizoen werd opgenomen in high definition. De serie sloeg aan en kreeg in 2008 een vervolg.

## Uitzendingen
Buiten de Verenigde Staten is het programma ook uitgezonden in het Verenigd Koninkrijk op Channel 5 in februari-maart 2008.
In Australië is de serie begin 2008 uitgezonden op Austar en Foxtel.
De seizoenen 1, 2, 3 en 4 zijn in Nederland sinds 2008 uitgezonden door op RTL 7; de uitzending van seizoen 4 begon op die zender in april 2013. Vaste voice-over van de serie in Nederland is Peter Moraal.

## Ontvangst
De eerste aflevering van de serie werd bekeken door 3,4 miljoen mensen, waarmee het destijds de best bekeken première was in de geschiedenis van History. Het programma kreeg positieve reacties van onder anderen Adam Buckman van de New York Post en Virginia Heffernan van The New York Times In 2007 werd het programma uitgezonden in het Verenigd Koninkrijk, Australië en meerdere landen in Afrika.
Na afloop van seizoen 1 bleek dat de scène waarin een vrachtwagen door het ijs zakt een special effect was, wat onder andere onder de chauffeurs tot frustratie leidde daar de serie geacht wordt een realitysoap te zijn.

## Film
In 2008 kocht 20th Century Fox de filmrechten op de serie met het plan er een bioscoopfilm van te maken.

## Varia
Trucker Darrell Ward, die vanaf seizoen 6 voor het eerst in de reeks verscheen en een van de stergasten werd, kwam op 28 augustus 2016 om het leven tijdens een vliegtuigcrash. Hij was piloot van een vliegtuig Cessna en was op terugweg van Dallas naar Missoula waar hij meewerkte aan een documentaire over vliegtuigwrakken. Zijn copiloot kwam bij de crash eveneens om het leven.
Het vliegtuig stortte neer in Clinton - County Missoula (Staat Montana).
Darrell Ward was 52 jaar en laat een echtgenote en twee kinderen na.